# Poliptyk delle Grazie
Poliptyk delle Grazie – dzieło namalowane przez włoskiego malarza Vincenzo Foppa. Obecnie poliptyk przechowywany jest w Pinakotece Brera w Mediolanie.
Dolna kwatera środkowa przedstawia Matkę Bożą z Dzieciątkiem siedzącą na tronie w otoczeniu aniołów. Boczne kwatery przedstawiają stojące postacie świętych. Od strony lewej są to: św. Hieronim, św. Aleksander, św. Wincenty i św. Antoni Padewski. W górnym piętrze centralna kwatera zawiera przedstawienie św. Franciszka z Asyżu otrzymującego stygmaty, boczne kwatery (podobnie jak w niższym rzędzie) przedstawiają postacie świętych, od lewej: św. Klara, św. Bonawentura, św. Ludwik i św. Bernardyn. Powyżej kwatery ze św. Franciszkiem znajduje się niewielki obraz z głową Chrystusa, którego widoczna jest uniesiona ręka.
W predelli przedstawiono sceny: zwiastowania, nawiedzenia, narodzenia Jezusa oraz ucieczki do Egiptu.
Wymiary:
- Chrystus 42 × 41 cm
- św. Franciszek otrzymujący stygmaty 144 × 96,5 cm
- Matka Boża z Dzieciątkiem 185,5 × 98,5 cm
- św. Klara i św. Bonawentura 140 × 98,2 cm
- św. Ludwik i św. Bernardyn 139 × 98 cm
- św. Hieronim i św. Aleksander 150,5 × 96 cm
- św. Wincenty i św. Antoni 151 × 96 cm
- elementy predelli 42 × 97 cm każdy.

Poliptyk trafił do Pinakoteki Brera w efekcie przejęcia przez muzeum obiektów z franciszkańskiego kościoła Santa Maria delle Grazie w Bergamo.